# Dayin
Dayin (kinesiska: 大寅镇, 大寅) är en köping i Kina. Den ligger i provinsen Sichuan, i den sydvästra delen av landet, omkring 260 kilometer öster om provinshuvudstaden Chengdu. Antalet invånare är 15 469. Befolkningen består av 7 349 kvinnor och 8 120 män. Barn under 15 år utgör 18,0 %, vuxna 15-64 år 70 %, och äldre över 65 år 11,0 %.
Genomsnittlig årsnederbörd är 1 545 millimeter. Den regnigaste månaden är september, med i genomsnitt 280 mm nederbörd, och den torraste är december, med 8 mm nederbörd.